# Jake Livermore
Jake Livermore, född 14 november 1989 i London, är en engelsk fotbollsspelare.

## Klubbkarriär

### Tottenham Hotspur
Livermore, som föddes i Londonstadsdelen Enfield, startade sin karriär i Tottenham Hotspurs akademi under 2006 och gjorde 39 framträdanden för U18-laget, vilket resulterade i 9 mål. Han debuterade i A-laget i en vänskapsmatch mot Stevenage Borough FC i juli 2007. Den 29 februari 2008 gick Livermore till Milton Keynes Dons på ett månadslångt lån. Den 11 juli 2008 blev han utlånad till League One-laget Crewe Alexandra i sex månader. I en vänskapsmatch mot Wrexham bröt mittfältaren sitt vadben och återvände därefter till Tottenham för att få behandling, vilket höll honom borta från spel under en längre tid.
Livermore tecknade ett nytt tvåårigt kontrakt med Tottenham den 24 juli 2009 och, på samma dag, gjorde han sitt första mål för Spurs i en 1-1 vänskapsmatch mot FC Barcelona under Wembley Cup. Han kom till Derby County på ett inledande månadslångt lån den 10 augusti 2009. Han gjorde sitt första ligamål mot Nottingham Forest i en 3-2 förlust. I januari 2010 lånades han ut till Championship-klubben Peterborough United fram till slutet av säsongen 2009/2010. Han gjorde sitt första mål för Peterborough i ett 2-1 nederlag mot Sheffield Wednesday den 23 januari 2010. Den 2 mars 2010 kallades han tillbaka från sitt lån på grund av en skur av skador i Tottenham-truppen.
Livermore gjorde sin riktiga A-lagsdebut för Tottenham då han blev inbytt i en match mot Stoke City den 20 mars 2010. Den 23 september 2010 lånades han ut till Championship-klubben Ipswich Town till fram till januari samma år. Den 24 mars 2011 lånades Livermore ut till Leeds United för att hjälpa till i konkurrensen om uppflyttning till Premier League. Den 2 april gjorde Livermore sin debut i Leeds då han byttes in i periodpausen mot Nottingham Forest där han var inblandad i Leeds fjärde mål som gjordes av Max Gradel. Livermore fick en plats i startelvan mot Reading FC, men han byttes ut i halvtid efter att ha fått ett gult kort och haft tur att inte fått ett till efter en tackling i första halvlek.
Livermore gjorde sitt första seniormål för Spurs den 18 augusti 2011 i en kvalmatch i UEFA Europa League mot Heart of Midlothian FC.

### Hull City
Den 14 augusti 2013 blev Livermore utlånad till Hull City. Lånet sträcker sig över säsongen 2013-2014. Livermore debuterade för Hull i deras första match för säsongen när han blev inbytt i matchen mot Chelsea som de förlorade med 2–0.

### West Bromwich Albion
Den 20 januari 2017 värvades Livermore av West Bromwich Albion, där han skrev på ett 4,5-årskontrakt. Livermore debuterade redan följande dag i en 2–0-vinst över Sunderland, där han byttes in i den 72:a minuten mot James Morrison.

### Watford
Den 21 juli 2023 värvades Livermore av Watford, där han skrev på ett ettårskontrakt.